# PK (film)
Pour les articles homonymes, voir PK.
Pour plus de détails, voir Fiche technique et Distribution.
PK est un film indien réalisé par Rajkumar Hirani et sorti en 2014. 
Le film a été le plus gros succès commercial indien, avant de se faire dépasser par le film Dangal et La Légende de Baahubali - 2e partie.

## Synopsis
Une mission extra-terrestre arrive dans le désert du Rajasthan et dépose l'un des siens en mission de reconnaissance. Celui-ci croise un voleur qui lui dérobe l'unique objet qui lui sert de communication avec les siens. Nu et désemparé, il cherche à le retrouver.
Pendant ce temps, à Bruges, Jaggu, une jeune journaliste indienne, fait la rencontre de Sarfraz, un étudiant en architecture. Coup de foudre réciproque, hélas entaché par le fait que Sarfraz est un Pakistanais musulman. Bravant l'interdiction paternelle, édictée sur l'incitation d'un gourou, Jaggu donne rendez-vous le lendemain à Sarfraz pour se marier. Mais alors que celui-ci est en retard, une lettre non signée est remise à Jaggu, lui disant que ce mariage est impossible, qu'elle doit l'oublier et ne pas chercher à le revoir.
De retour à Delhi, Jaggu reprend son travail dans une chaîne de télévision. Dans le métro, elle voit l'extra-terrestre, maintenant vêtu et coiffé d'un casque jaune, distribuant des tracts avisant de la disparition des différents dieux. Anticipant un sujet avec un gros potentiel pour sa chaîne de télévision, elle obtient qu'il lui raconte ses aventures sur Terre : comment il s'est habillé et a trouvé de l'argent auprès des « voitures qui dansent », comment il a appris à parler hindi, comment il a été confronté aux différentes religions qui l'ont toutes déçu. Lors de son passage à l'émission de Jaggu, l'extra-terrestre, dorénavant surnommé PK (c'est-à-dire "piqué", "fou" car personne ne prend au mot ce qu'il dit) dénonce tous les "faux numéros" des injonctions divines, car s'avérant trompeuses pour leur croyants. Jaggu invite tous les spectateurs à partager leurs témoignages de "faux numéros", déclenchant un phénomène de société.
Elle décide alors de confronter PK au gourou qui influence ses propres parents. Au cours d'un de ses interventions, celui-ci vante le don qu'il a reçu du dieu unique, qui s'avère être l'outil de PK pour communiquer avec sa civilisation. Lors d'un face à face télévisé ultime, PK finit par démontrer la fausseté des injonctions du gourou, permettant les retrouvailles de Jaggu et Sarfraz, et la récupération de son appareil. Il peut donc repartir chez lui.
Un an plus tard, il revient de retour à la tête des nombreux membres d'une nouvelle mission exploratoire.

## Fiche technique
- Titre original : PK
- Réalisation : Rajkumar Hirani
- Scénario : Vidhu Vinod Chopra et Rajkumar Hirani
- Production : Rajkumar Hirani, Vidhu Vinod Chopra, Siddharth Roy Kapur
- Date de sortie :  Inde : 19 décembre 2014

## Distribution
- Aamir Khan : PK
- Anushka Sharma : Jagat Janani, alias Jaggu
- Sanjay Dutt : Bhairon Singh
- Boman Irani : Cherry Bajwa
- Saurabh Shukla (en) : sa sainteté Tapasvi Maharaj
- Sushant Singh Rajput : Sarfraz Yousuf, l'amoureux de Bruges
- Parikshat Sahni (en) : le père de Jaggu
- Amardeep Jha (en) : la mère de Jaggu
- Reema Debnath : Puljaria
- Dheerendra Dwivedi : le terroriste
- Sai Gundewar : le vendeur de tickets à Bruges
- Ram P. Sethi : le vieux monsieur indien à Bruges
- Rukhsar : la standardiste de l'ambassade du Pakistan
- Pallavi Batra : la mariée à Bruges
- Maanvi Gagroo : Mitu
- Rajiv Gupta : inspecteur au commissariat de police à New Delhi
- Harish Iyer : l'étudiant dévot à l'ubniversité
- Brijendra Kala : vendeur au temple
- Ranbir Kapoor : autre extra-terrestre
- Anil Mange : l'acteur maquillé en Shiva
- Rajinder Sharma Nanu : le voleur

## Autour du film
- En hindi, l'expression « PK » signifie familièrement « pompette, légèrement ivre ».
- Le rôle de PK (Aamir Khan) est inspiré des thèses d'Abraham Kovoor[réf. nécessaire].